# Igmándy-Hegyessy László
Vitéz boldogasszonyfai Igmándy-Hegyessy László Viktor (Tab, 1884. december 8. – Karád, 1941. február 20.) testőralezredes, Somogy vármegye főispánja.

## Élete
Hegyessy László néven született Hegyessy János főszolgabíró és Igmándy Karolina gyermekeként a Somogy vármegyei Tabon. Középiskoláit Pécsett és Csurgón végezte, majd hadapródiskolát végzett ugyancsak Pécsett. Nagybátyja, Igmándy Ferenc testvéreivel együtt örökbe fogadta, majd később a fivérek az Igmándy-Hegyessy nevet vették fel 1918-ban.
Az első világháború kitörése után a nagyszebeni 23. számú magyar királyi honvéd gyalogezred kötelékében az orosz frontra került főhadnagyi rangban. A harcok során három alkalommal is megsérült, harmadik sérülése után a Honvédelmi Minisztérium felmentési osztályának vezetője lett. 1919-ben a kommün idején ellenforradalmárként működött, majd annak bukása után Budapesten az antant összekötőcsapat személyi referense lett. Később a fivére, Géza által megszervezett demarkációs zászlóalj századparancsnoka volt, 1920-ban pedig a Magyar Királyi Testőrséghez osztották be, ahol egészen 1926-ig szolgált. 1928-ban vitézzé avatták, majd 1929-ben nyugállományba vonult mint testőralezredes, és karádi birtokára vonult vissza, ahol 400 holdnyi földjén gazdálkodott. 1935-ben Somogy vármegye főispánja lett, mely tisztét 3 éven keresztül töltötte be.